# Forza Araba di Dissuasione
La Forza Araba di Dissuasione (FAD) è stata una forza d'intervento militare creata della Lega araba e guidata dalla Siria per intervenire in Libano.

## Storia

### La prima fase (1976-1983)
Quando la prima guerra civile libanese conobbe un'escalation nel maggio 1976, le truppe siriane entrarono nel paese, scontrandosi con le milizie cristiano-maronite. In ottobre la Lega araba decise di creare una forza militare di dissuasione, per la stragrande parte composta da forze siriane con il finanziamento garantito dagli altri Stati arabi, tra cui l'Arabia Saudita e la Libia. Sebbene al comando fosse nominalmente il governo libanese, la FAD fu di fatto posta sotto il diretto controllo della Siria.
Inizialmente la FAD contava su una forza di 30.000 effettivi, di cui 25.000 erano siriani, con poche aliquote di sauditi, degli Emirati Arabi Uniti e del Sudan. Nella primavera del 1979, dopo che la Lega Araba aveva prolungato il mandato della FAD, i soldati sudanesi, sauditi e degli EAU rientrarono in patria, sicché la Forza Araba di Dissuasione restò integralmente siriana. Nel giugno del 1983, un anno dopo l'invasione e l'occupazione israeliana del Sud Libano, il governo di Beirut non fu in grado di estendere il mandato della FAD che, in tal modo, ufficialmente veniva a concludersi, anche se non per questo cessava la presenza militare d'Israele e della Siria in Libano, pervicacemente attestate rispettivamente nel Sud del Libano e nella Valle della Beqāʿ. 

### L'occupazione siriana (1990-2005)
In seguito agli Accordi di Ta'if del 1989 e la nascita della II Repubblica libanese il presidente Amin Gemayel e alcuni dei suoi sostenitori si opposero e andarono in esilio scaduto il mandato, dopo la nomina di un governo militare presieduto dal maronita Michel Aoun capo delle ricostituite forze armate libanesi, che decise di cacciare i siriani dal paese, ma dopo aspri combattimenti il 13 ottobre 1990 fu deposto dai siriani che occuparono Beirut. La presenza delle forze armate siriane fu ufficializzata nel 1991 con un "trattato di cooperazione" tra i due paesi e nel 1994 fu vietato il movimento Forze Libanesi, che rappresentava i cristiani più radicaleggianti, e le attività dei suoi miliziani severamente limitate dai governi filo-siriani che si susseguirono.
A seguito dell'assassinio dell'ex Primo ministro sunnita Rafīq al-Ḥarīrī nel 2005, ci fu la cosiddetta "Rivoluzione del Cedro" che avviò il ritiro delle truppe siriane della Forza Araba di Dissuasione.
Con l'applicazione della risoluzione 1559 delle Nazioni Unite, la Siria è stata costretta ad annunciare il suo ritiro completo dal Libano il 30 aprile 2005.